# 佐賀県道253号武雄温泉線
佐賀県道253号武雄温泉線（さがけんどう253ごう たけおおんせんせん）は、佐賀県武雄市を通る一般県道である。

## 概要
武雄市武雄町大字武雄から武雄市武雄町大字富岡に至る。
東京駅を設計した辰野金吾の設計で1915年（大正4年）4月12日に完成した国の重要文化財武雄温泉楼門前から佐賀県道24号武雄多久線を結ぶ路線。武雄温泉周辺には17軒の旅館が存在する。
沿道には県道の標識はない。
一部の区間はかつての佐賀県道53号武雄伊万里線。

### 路線データ
- 起点：佐賀県武雄市武雄町大字武雄（武雄温泉楼門前）
- 終点：佐賀県武雄市武雄町大字富岡（武雄温泉入口交差点、佐賀県道24号武雄多久線交点、佐賀県道330号武雄塩田線起点）
- 総延長：358 m[1]

## 歴史
- 1993年（平成5年）5月11日 - 建設省から、県道武雄温泉線の一部を武雄伊万里線として主要地方道に指定される[3]。
- 2009年（平成21年）3月31日 - 佐賀県告示第155号により、佐賀県道53号武雄伊万里線の経路変更に伴い終点の位置を変更し、武雄市武雄町大字武雄から武雄市武雄町大字富岡に変更する[1]。

## 地理

### 通過する自治体
- 武雄市

### 交差する道路
| 交差する道路                                   | 交差する場所   | 交差する場所              |
| ---------------------------------------------- | -------------- | ------------------------- |
| 佐賀県道24号武雄多久線 佐賀県道330号武雄塩田線 | 武雄町大字富岡 | 武雄温泉入口交差点 / 起点 |

### 沿線
- 武雄温泉
  - 武雄温泉新館
  - 武雄温泉楼門
- JR九州佐世保線・西九州新幹線 武雄温泉駅（終点付近）